# Sarlats teaterspelfestival
Sarlats teaterspelfestival, franska: Festival des jeux du théâtre de Sarlat, är en fransk teaterfestival som hålls från mitten av juli till början av augusti i staden Sarlat-la-Canéda i Dordogne-regionen. Den har pågått sedan 1952. Festivalen är den första i Aquitaine och, efter Avignon, den äldsta i Frankrike.